# Liduina Meneguzzi
Liduina Meneguzzi, nacida Elisa Angela Meneguzzi (Giarre di Abano, 12 de septiembre de 1901 - Dire Daua, 2 de diciembre de 1941), fue una monja italiana de la congregación de las Hermanas de San Francesco di Sales, proclamada beata por el Papa Juan Pablo II en 2002.

## Biografía
Nacida en una humilde familia campesina, Elisa Angela Meneguzzi ingresó a la congregación salesiana en 1926 tomando el nombre de Sor Liduina.
Primero sirvió en el colegio de la Santa Cruz, en 1937 fue enviada como enfermera a Etiopía, en Dire Daua. Por su compromiso con los musulmanes, católicos y coptos por igual, recibió el título de "llama ecuménica".
Con el estallido de la guerra, el hospital donde trabajaba la hermana Liduina se convirtió en hospital militar.
Cayó enferma y murió a los 40 años de edad. Fue enterrada en el cementerio de Dire Daua entre los soldados italianos.

## Veneración
Después de veinte años, en julio de 1961, los restos de sor Liduina fueron transportados a Padua en una capilla de la casa madre salesiana.
En 1996 fue declarada Venerable. El 7 de julio de 2001, Juan Pablo II promulgó el decreto sobre el milagro ocurrido por su intercesión (en enero de 1977, un joven gravemente herido en un accidente automovilístico fue hospitalizado en una cama de cuidados intensivos en el hospital de Padua, con oración a la hermana Liduina y el joven se recuperó de una manera considerada científicamente inexplicable).
El 20 de octubre de 2002 fue beatificada. El calendario católico la recuerda el 2 de diciembre.